# Fascia profunda del perineo
La fascia profunda del perineo es un tejido conectivo membranoso que cubre los músculos perineales superficiales en cuerpo humano.

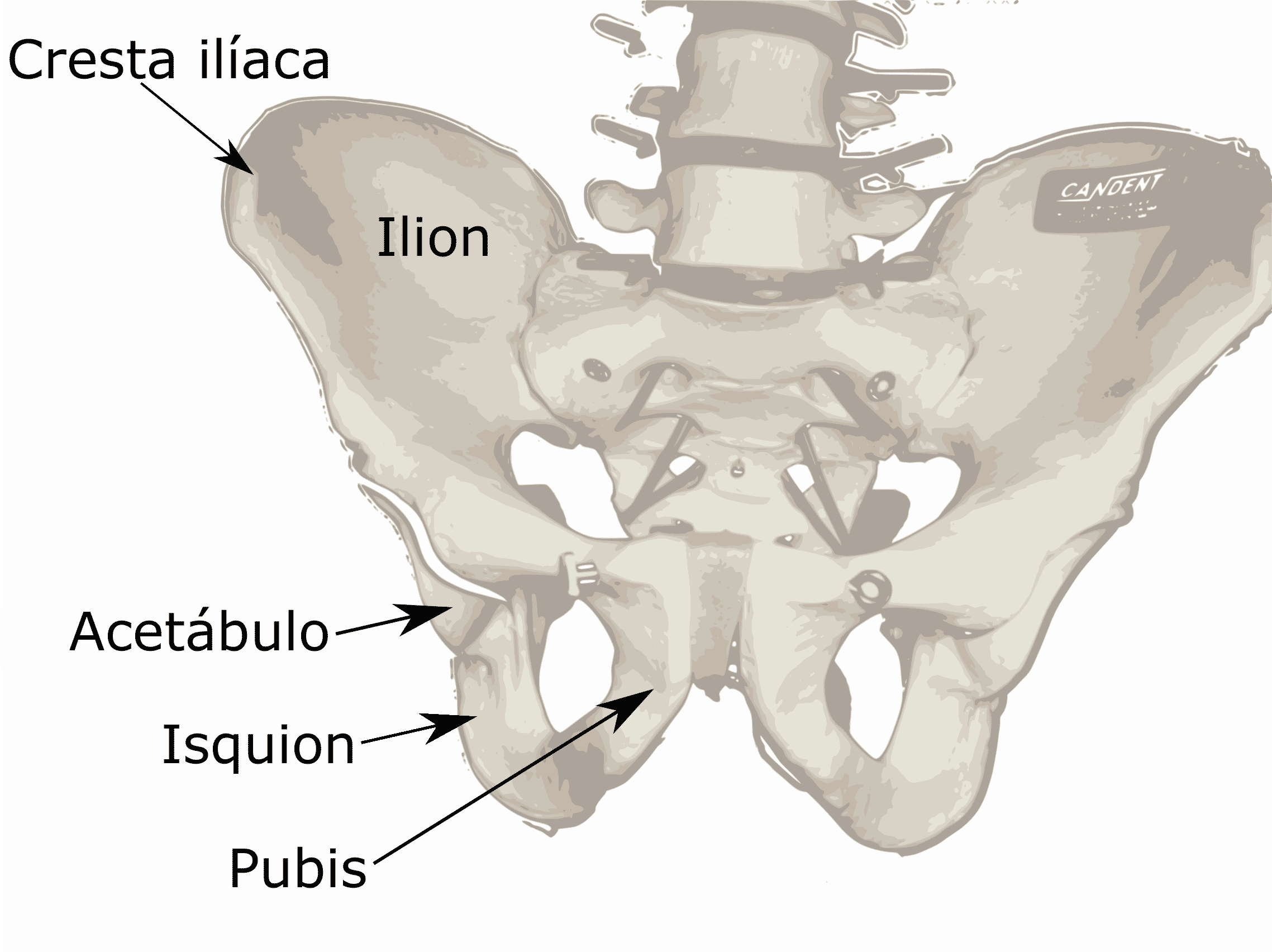
La fascia se localiza entre ambas ramas de los huesos iquion y púbico

Forma parte del sistema de fascia. Los músculos rodeados por esta fascia perineal son el bulboesponjoso, isquiocavernoso, y el músculo transverso superficial.
Por sus extremos la fascia esta sujeta lateralmente a las ramas isquipúbicas.

## En las mujeres
En las mujeres la fascia profunda está fusionada anteriormente con el ligamento suspensor del clítoris.

## En los varones
En los varones continúa con la fascia de Buck.